# رود هسپ
رود هسپ (هلندی: Ruud Hesp؛ زادهٔ ۳۱ اکتبر ۱۹۶۵) یک بازیکن فوتبال اهل هلند است.